# DB-Baureihe 82
Die Baureihe 82 der Deutschen Bundesbahn war eine für den Rangier- und Streckendienst vorgesehene Güterzugtenderlokomotive. Sie sollte die fünffach gekuppelten Länderbahnbauarten ablösen, aber auch die wegen ihres komplizierten Laufwerks schadanfälligen Einheitslokomotiven der DR-Baureihe 87.

## Geschichte
Schon 1939 begannen Planungen, eine leistungsfähige Lok als Ablösung für die diversen als DR-Baureihe 94 eingeordneten Länderbahn-Baureihen, insbesondere die Preußische T 16.1, zu entwickeln. Nach dem Zweiten Weltkrieg wurden diese Arbeiten in Zusammenarbeit der Vereinigung Deutscher Lokomotivfabriken und des Eisenbahn-Zentralamts der Deutschen Bundesbahn unter Leitung von Bauartdezernent Friedrich Witte wiederaufgenommen. Die Baureihe 82 wurde als erste Neubaulokgattung der DB zwischen 1950 und 1951 von den Unternehmen Krupp und Henschel sowie in einem weiteren Baulos 1955 von der Maschinenfabrik Esslingen gefertigt.
Bei der Konstruktion versuchte man, eine gleichermaßen gut für den Rangier- wie Streckendienst geeignete Maschine zu schaffen. Nach dem bisherigen Stand der Technik widersprachen die maßgeblichen Konstruktionskonzepte einer gleichwertigen Eignung für beide Dienstbereiche. Dieser Widerspruch sollte durch einen Kessel moderner Bauart und die besondere Laufwerkskonstruktion überwunden werden.
Um die für den Streckendienst auch bei höheren Geschwindigkeiten notwendigen sicheren, ruhigen und gleisschonenden Laufeigenschaften ohne die für eine reine Rangierlokomotive überflüssigen Laufradsätze zu erhalten, wurde nach Vorversuchen mit einer umgerüsteten preußischen T 16.1 entschieden, die äußeren Kuppelradsatzpaare zu je einem Beugniot-Lenkgestell zu vereinen. Bisherige laufradsatzlose Fünfkuppler-Tenderlokomotiven mit Radsatzanordnung nach Gölsdorf, wie etwa die T 16.1, hatten sich für Geschwindigkeiten höher als etwa 40 km/h aufgrund des unruhigen Laufes als wenig geeignet erwiesen.
Mit den Beugniot-Lenkgestellen waren die Maschinen ohne die aufwendige Laufwerkstechnik der Baureihe 87 zugleich in der Lage, enge Gleisbögen, beispielsweise der Hamburger Hafenbahn mit Radien von 100 m, einwandfrei zu durchfahren.
Es wurde ein geschweißter Kessel mit großer Strahlungsheizfläche, aber ohne Verbrennungskammer, gewählt, damit dieser sowohl unter den unregelmäßigen Leistungsanforderungen im Rangierdienst als auch bei Spitzen- und hohen Dauerleistungen im Streckendienst standfest blieb.
Bei der Dimensionierung der Zylinder, die bei einer Rangierlokomotive wegen der aufzubringenden großen Kräfte mit kleinem Durchmesser (Anmerk.: unlogisch), bei einer Streckenlokomotive hingegen zur Ausnutzung der Dampfdehnung großvolumig auszulegen gewesen wären, entschied man sich für einen Kompromiss. Dieser führte allerdings, wie von Friedrich Witte vorhergesagt, zu einem erhöhten Brennstoffverbrauch. Im Rangierdienst schwankte der Mehrverbrauch zur T 16.1 um 10 % bis 19 %, im Streckendienst sogar um 30 %.

## Konstruktive Merkmale und Leistungsvermögen
Die Lokomotiven der Baureihe 82 erhielten einen geschweißten Blechrahmen aus 25 mm dickem Grobblech.
Der vollständig geschweißte, verbrennungskammerlose Kessel wurde aus der Stahlsorte St 34 gefertigt, die Feuerbüchse aus IZ-II-Stahl. Zur Kesselspeisung wurden entweder zwei Dampfstrahlpumpen Bauart Henschel oder eine Dampfstrahlpumpe und eine Kolbenspeisepumpe eingebaut. Die meisten Lokomotiven hatten ab Werk keine Vorwärmer, die 82 013–022 mit Oberflächenvorwärmer. 1952 wurden 82 029 und 030 mit Mischvorwärmern nachgerüstet, und nach Bewährung erhielten auch die übrigen Lokomotiven ohne Vorwärmer und die nachgefertigten 82 038–041 einen Mischvorwärmer. Die Sandkästen wurden nicht auf dem Kessel, sondern neben den Wasserkästen angeordnet.
Das Zweizylinder-Heißdampf-Triebwerk mit einfacher Dampfdehnung trieb den dritten Kuppelradsatz an.
Es wurde nur der dritte, in Spurkranz und Rücken geschwächte Kuppelradsatz, also der Treibradsatz, fest im Rahmen gelagert. Die beiden außen liegenden Kuppelradsatzpaare wurden mit Beugniot-Hebeln zu jeweils einem Lenkgestell verbunden. Die Endradsätze waren um insgesamt 52 mm seitlich verschiebbar, der zweite und vierte Kuppelradsatz noch um insgesamt 36 mm.
Die beiden letzten Exemplare der Baureihe wurden zum Einsatz auf Steilstrecken überdies mit Riggenbach-Gegendruckbremse ausgestattet.
Die Lokomotiven der Baureihe 82 bewältigten eine Wagenzugmasse von 800 t in der Ebene mit 70 km/h. Auf Steigungen von zehn Promille konnten noch 400 t mit 40 km/h befördert werden.

## Einsatz
Belegt sind Einsätze vor allem auf den Rangierbahnhöfen in Bremen und Hamm sowie den Hafenbahnen von Emden und Hamburg. Im Streckendienst konnten die 82er auf den Steilrampen des Westerwalds (u. a. Kasbachtalbahn) und im Schwarzwald auf der Murgtalbahn (hier die beiden Lokomotiven mit Gegendruckbremse) beobachtet werden.
Neben einem hohen Schmierölverbrauch bemängelte der Betriebsdienst an der Baureihe 82 vor allem den problematischen Heißdampfregler und schlecht funktionierende Strahlpumpen sowie einen raschen, durch Verschmutzung bedingten Verschleiß der Lenkgestelle.
Die Ausmusterung begann bereits 1966 mit der 82 018; Auslauf-Bw war Koblenz-Mosel, wo 1972 als letzte Maschine dieses Typs die 82 035 abgestellt wurde. Die Baureihe war damit früher aus dem Dienst geschieden als die T 16.1, welche sie ja ersetzen sollte.

## Verbleib
Fast alle Lokomotiven dieser Baureihe wurden nach Einsatzende verschrottet. Lediglich die 82 008 wurde 1974 als Denkmal am Bahnhof Lingen (Ems) aufgestellt; sie gelangte so in den Bestand des DB Museums. Nach Stationen in Neumünster (2003–2010) und Siegen (2010–2014) befindet sie sich nun im DB Museum Koblenz.